# Barents regionkommitté
Barents regionkommitté (Barents Regional Committee, BRC) är ett internationellt samarbete mellan regionala förvaltningar i Barentsregionen. Tillsammans med Barentsrådet (Barents Euro-Arctic Council, BEAC) utgör kommittén vad som brukar omtalas som Barentssamarbetet.

## Medlemmar
- Finland: landskapsförbunden Kajanaland, Lappland och Norra Österbotten.
- Norge: fylkena Finnmark fylke, Nordland fylke och Troms fylke samt norska Sametinget.
- Ryssland: oblasten Archangelsk och Murmansk, delrepublikerna Karelen och Komi samt Nentsiens autonoma okrug.
- Sverige: Norrbottens län och Västerbottens län.
- Working Group of Indigenous Peoples som representerar nentserna, samerna och vepserna.